# Keith Nah
Keith Nah (* 20. Juni 1995 in Monrovia) ist ein liberianischer Fußballspieler.

## Karriere

### Verein
Keith Nah erlernte das Fußballspielen in der Jugendmannschaft der LPRC Oilers in Monrovia. Seinen ersten Profivertrag unterschrieb er 2019 in Myanmar bei Chin United. Der Club aus dem Chin-Staat spielte in der zweiten Liga des Landes, der MNL-2. Mit dem Club wurde er 2013 Meister der zweiten Liga und stieg somit in die erste Liga, der Myanmar National League, auf. Mitte 2014 verließ er den Club und wechselte nach Malaysia. Hier nahm in Kedah FA unter Vertrag. Kedah, beheimatet in Alor Setar, spielte in der zweiten Liga, der Malaysia Premier League. Im Juli 2015 ging er wieder nach Myanmar, wo er einen Vertrag beim Erstligisten Yadanarbon FC aus Mandalay unterschrieb. 2016 gewann er mit dem Verein die Meisterschaft und wurde Torschützenkönig mit 16 Toren. 2017 wechselte er zum Ligakonkurrenten Ayeyawady United nach Pathein. Nach einem Jahr verließ er den Club. 2018 zog es ihn nach Europa. In Spanien unterzeichnete er einen Vertrag bei SD Ponferradina. Hier wurde er in der zweiten Mannschaft eingesetzt. 2019 ging er wieder zurück nach Myanmar. Sein ehemaliger Verein Ayeyawady United nahm ihn für eine Saison unter Vertrag. Zur Saison 2020 unterschrieb er einen Vertrag beim aktuellen Meister Shan United aus Taunggyi. Im Juli 2021 zog es ihn nach Thailand. Hier verpflichtete ihn der Erstligist Police Tero FC. Im Dezember 2021 wechselte er auf Leihbasis zum
Zweitligisten Nakhon Pathom United FC aus Nakhon Pathom. Für den Zweitligisten stand er zehnmal auf dem Spielfeld. Hierbei schoss er fünf Tore. Nach der Ausleihe kehrte er Ende Mai zu Police zurück. Für Police kam er in der ersten Liga nicht zum Einsatz. Nach der Hinrunde 2022/23 wurde sein Vertrag am 1. Januar 2023 aufgelöst. Im August 2023 unterschrieb er einen Vertrag beim thailändischen Zweitligisten Krabi FC. Nach zehn Ligaspielen wurde sein Vertrag im Januar 2024 nicht verlängert.

### Nationalmannschaft
Keith Nah spielte einmal für die liberianische U-23-Nationalmannschaft.

## Erfolge

### Erfolge
Chin United FC
- Myanmarischer Zweitligameister: 2013

Yadanarbon FC
- Myanmarischer Meister: 2016

## Auszeichnungen
Myanmar National League
- Torschützenkönig: 2016, 2017
- Spieler des Monats: Februar 2016, März 2016